# Tepe Nush-i Jan
Tepe Nush-i Jan est un site archéologique mède situé à l'ouest de l'Iran, au sud à 60 kilomètres de l'ancienne Ecbatane, découvert par David Stronach et son équipe en 1965. Il comprend le premier temple mède mis au jour dans la région d'origine de ce peuple.

## Découverte et histoire
Le complexe architectural est découvert en 1965 à l'occasion d'une prospection, et cinq campagnes de fouilles sont menées de 1967 à 1977. Il s'agit d'un sanctuaire fondé au milieu du VIIe siècle, avant J.-C. dont l'activité s'est sans doute élargie après sa création mais qui fut abandonné peu après. Certains bâtiments furent remblayés et obstrués à la fin du siècle et, après l'installation de villageois sur le site l'espace génération, le lieu fut totalement déserté. Il n'est pas encore établi si le site est un temple entouré de bâtisses nécessaires à son fonctionnement ou plutôt une résidence princière dont le caractère religieux ne serait pas la fonction principale.

## Description architecturale
Le site se compose de quatre bâtiments principaux en brique rouge construits sur une colline d'environ trente mètres, ainsi que de structures moins individualisées (remparts et tunnel).
Le fort, constitué d'une salle de garde, d'une rampe, de quatre magasins d'environ six mètres de haut, adopte un plan fréquent dans l'architecture achéménide. La salle hypostyle, de 20 mètres long pour 16 mètres de large, est d'une structure circulaire dont les traces révèlent la présence de trois rangées de quatre colonnes. Une tranchée en forme de L conduit à un tunnel inachevé dont l'emploi reste inconnu.
Le temple central, initialement considéré comme un temple du feu mais dont l'identité religieuse reste en réalité incertaine, comportait un étage déjà effondré lors des excavations. Le plan du rez-de-chaussée se subdivise en un sanctuaire triangulaire, une antichambre et une rampe. Il abrite un autel qui rappelle ceux des temples achéménides ultérieurs mais qui remonte à une période antérieure à l'enseignement et à la diffusion du zoroastrisme.

## Trésor d'argent
Le trésor exhumé en 1967 consiste en 231 objets d'argent entreposés dans une coupe de cuivre. Ils comprennent des bijoux, dont une perle en quadruple spirale datant peut-être de la fin du IIIe millénaire, et des lingots. Ils révèlent une influence assyrienne ténue.